# Karen Magnussen
Pour les articles homonymes, voir Magnussen.
Karen Diane Magnussen est une patineuse artistique canadienne née le 4 avril 1952 à Vancouver.
Elle est sacrée championne du monde en 1973.

## Palmarès
| Compétition                     | 1966 | 1967 | 1968 | 1969 | 1970 | 1971 | 1972 | 1973 |
| Jeux olympiques                 |      |      | 7e   |      |      |      | 2e   |      |
| Championnats du monde           |      | 12e  | 7e   |      | 4e   | 3e   | 2e   | 1re  |
| Championnats d'Amérique du Nord |      | 4e   |      | 2e   |      | 1re  |      |      |
| Championnats du Canada          | 4e   | 2e   | 1re  | 2e   | 1re  | 1re  | 1re  | 1re  |